# Amandinea extenuata
Amandinea extenuata är en lavart som först beskrevs av Johannes Müller Argoviensis, och fick sitt nu gällande namn av Marbach 2000. Amandinea extenuata ingår i släktet Amandinea och familjen Caliciaceae.   Inga underarter finns listade i Catalogue of Life.